# Pstrążeniowate
Pstrążeniowate, pstrążenicowate (Gasteropelecidae) – rodzina słodkowodnych ryb kąsaczokształtnych (Characiformes).

## Występowanie
Panama (Gasteropelecus maculatus) i Ameryka Południowa (z wyjątkiem Chile).

## Cechy charakterystyczne
Ciało silnie bocznie spłaszczone, wysokie. Grzbiet niemal prosty, typowy dla ryb pobierających pokarm z powierzchni. Linia brzuszna głęboka, owalna. Mała głowa z otworem gębowym w położeniu górnym. Przednia część ciała stanowi powierzchnię przyczepu silnie rozwiniętych mięśni, które w połączeniu z dużymi, wysoko osadzonymi płetwami piersiowymi umożliwiają wykonywanie lotów ponad powierzchnią wody. Płetwy brzuszne są bardzo małe. Płetwa tłuszczowa obecna u większych gatunków, u mniejszych nie występuje.
Ryby stadne, aktywne po zmierzchu. Żywią się głównie owadami opadającymi na wodę. Osiągają długość od około 2 cm (Carnegiella myersi) do około 8 cm (Thoracocharax stellatus).

## Klasyfikacja
Rodzaje zaliczane do tej rodziny:
Carnegiella — Gasteropelecus — Thoracocharax

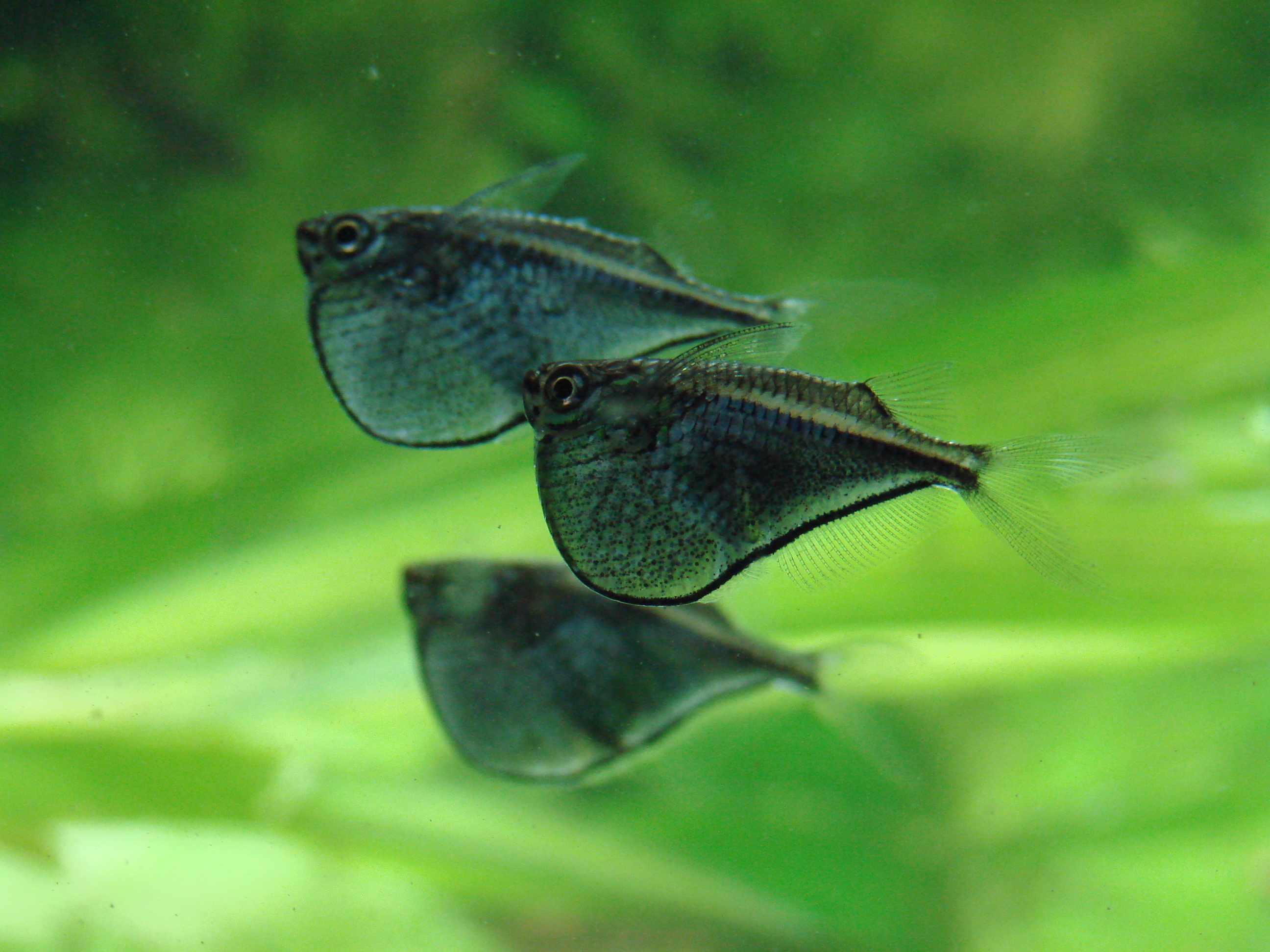
Thoracocharax securis we wrocławskim zoo